# Bulldogs Brno
Bulldogs Brno ist ein tschechischer Floorballverein aus Brünn, der 1993 gegründet wurde. Das Team trägt seine Heimspiele in der Sportovní hala SportPoint aus. Dort stehen 230 Plätze für Zuschauer zur Verfügung, davon 200 Sitzplätze. Die Herrenmannschaft spielt seit der Saison 2024/25 wieder in der höchsten Liga, der Livesport Superliga. Das Team stand bereits viermal im Finale des tschechischen Pokalwettbewerbs, konnte jedoch (ebenso wie die Damen) noch keinen Titel gewinnen.
Die Damenmannschaft spielt ebenfalls in der höchsten Liga, der ČEZ Extraliga. 

## Erfolge
- Pokalfinalist (Herren): 2010, 2011, 2013, 2015